# Petr Forejt
Petr Forejt (* 18. Februar 1968 in Prag) ist ein tschechischer Tontechniker.

## Karriere
Forejt begann seine Karriere Anfang der 1990er Jahre zunächst als Tonassistent. Über internationale Koproduktionen wie Maigret und den tschechischen Spielfilm The Manor gelang ihm Anfang der 2000er Jahre der Sprung nach Hollywood, wo er an größeren Filmproduktionen wie Shanghai Knights, Alien vs. Predator und Van Helsing in der Second Unit tätig war. Ab 2005 arbeitete er als Tontechniker an Filmen wie Doom – Der Film und The Illusionist. 2009 war er für Wanted gemeinsam mit Chris Jenkins und Frank A. Montaño für den Oscar in der Kategorie Bester Ton nominiert. Ab 2011 verlagerte sich sein Arbeitsschwerpunkt auf das Fernsehen, wo er unter anderem an den Serien Borgia und Die Musketiere tätig war.

## Filmografie (Auswahl)
- 1996: Die Legende von Pinocchio (The Adventures of Pinocchio)
- 1997: Mandragora
- 2001: Swimming Pool
- 2003: Shanghai Knights
- 2004: Alien vs. Predator
- 2004: Van Helsing
- 2005: Brothers Grimm (The Brothers Grimm)
- 2005: Die Chroniken von Narnia: Der König von Narnia (The Chronicles of Narnia: The Lion, the Witch and the Wardrobe)
- 2005: Doom – Der Film (Doom)
- 2006: The Illusionist
- 2008: Der Rote Baron (The Red Baron)
- 2008: Wanted

## Auszeichnungen
- 2009: Oscar-Nominierung in der Kategorie Bester Ton für Wanted